# Hamburger Küchensessions

Logo

Hamburger Küchensessions ist ein Video-Blog, eine Konzertreihe und CD-Projekt, das sowohl Newcomern der Singer-Songwriter-Szene als auch namhaften Künstlern eine Plattform bietet. Die einzelnen Sessions sind als Video frei im Internet, u. a. in einem separaten Kanal auf YouTube, einsehbar. Das Projekt wurde 2010 von Jens Pfeifer initiiert und wird seitdem ständig weiterentwickelt. Auf dem Channel wurden mehr als 330 Künstler vorgestellt und bisher über 11,9 Millionen Videos abgerufen.

## Profil
Zentrum des Geschehens ist die Küche in Pfeifers Hamburger Privatwohnung, in der sich die Künstler aus der nationalen und internationalen Singer-Songwriter-Szene treffen, um eine Videosession zu spielen. Die Künstler spielen ein meist extra für die Küchensession geprobtes Set, entweder ohne oder vor ausgewähltem Publikum. Die Performance wird von zwei Kameras aufgezeichnet, wobei die eine statisch filmt, die andere von Hand geführt wird. Zu den über 330 Gästen seit Beginn (Stand Mai 2024) zählen unter anderem Gisbert zu Knyphausen, Bela B., Olli Schulz, Dota Kehr, Tom Liwa, Enno Bunger, Bonaparte (Band), Jan Plewka, Ingo Pohlmann, Stoppok, Bodo Wartke und Tonbandgerät.
Die entstehenden Aufnahmen werden zusätzlich zu den Videos auf (bisher vier) Kompilationen veröffentlicht, die auf dem Independent-Label hanseklang erschienen. 2014 erschien zudem eine 8-LP-Box mit einer Zusammenstellung aller bisher veröffentlichter Sampler. Außerdem wurden die Sessions auf dem Berliner Fernsehsender ALEX Berlin ausgestrahlt.
Von 2016 bis 2017 bestand das Projekt "Musikräume in der arabischen Welt" in Zusammenarbeit mit Goethe-Instituten. Die Goethe-Institute in der Region Nordafrika/Nahost präsentierten Live-Performances in Privaträumen. Jene wurden in Alexandria, Beirut, Bethlehem, Baghdad, Gaza, Kairo, Khartum, Ramallah oder Tunis live als kleine, lokale Veranstaltungen mit Publikum in privater Atmosphäre organisiert und auf YouTube veröffentlicht.

## Rezeption
Kai Butterweck von ntv.de kommentierte in einer Rezension zum dritten Hamburger Küchensessions Sampler: „Der Hamburger Jens Pfeifer zaubert in seiner heimischen Küche nicht nur Kulinarisches, sondern rückt seit nunmehr drei Jahren auch immer wieder gerne die Stühle zwischen Backofen und Arbeitsplatte beiseite, um Künstlern der nationalen Singer-/Songwriter-Szene eine unkonventionelle Plattform für ihr Können anzubieten.“
Am 14. August 2013 berichtete der NDRInfo Nachtclub in einer einstündigen Sendung über die Küchensessions. Gäste waren neben Organisator Jens Pfeifer unter anderem Olli Schulz und Plotzka.
2015 war die Videoreihe für den Hamburger Musikpreis HANS 2015 im Bereich Hamburgs bestes Imaging des Jahres nominiert. Ausgezeichnet wurde allerdings das Buch Recorded. Live In Hamburgs Plattenläden von Nicolas Christitch und Katrin Vierkant.
Deutschlandradio Kultur brachte am 28. Juni 2016 in der Sendung Tonart einen ausführlichen Bericht über das Projekt "Musikräume in der arabischen Welt",
ebenso der WDR am 25. Mai 2016.
Im Fernsehprogramm des NDR, in der Sendung "Rund um den Michel", wurde am 3. November 2019 über die Küchensessions informiert.

## Festival
Mit den Künstlern der Hamburger Küchensessions veranstaltet Pfeifer in den Sommermonaten unter dem Namen „gehen raus!“ kleinere Open-Air-Konzerte sowie seit 2012 einmal im Jahr ein größeres Festival in einem Musikclub. Veranstaltungsorte waren bisher das Uebel & Gefährlich und das Knust in Hamburg. Dabei legt er Wert auf eine intime Atmosphäre. Ziel ist es vor allem, dem Publikum möglichst viele mehr oder auch weniger bekannte Künstler zu präsentieren. Dabei setzt Pfeifer auf musikalische Vielfalt.
| Datum               | Veranstaltungsort  | Künstler | Besucher |
| ------------------- | ------------------ | --- | -------- |
| 15./16. August 2012 | Uebel & Gefährlich | Moritz Krämer, Spaceman Spiff, Enno Bunger, Tom Liwa, Gregor McEwan, Lùisa, Hellkamp, Post, Jürgen Ufer, Fee Badenius, Julia A. Noack, Kaysa, Wolfgang Müller, Sea + Air, Daantje & the golden Handwerk, Sebastian Hackel, The Good Morning Diary, Kid Decker, Elyas Khan, Meike Schrader, Torben Stock, Puder, T.S. Brooks, Tim Schmidt         | ca. 500  |
| 22. September 2013  | Uebel & Gefährlich | Enno Bunger (Moderation), Svavar Knútur, Dota Kehr, Tim Neuhaus & The Cabinet, Stefan Honig, Soki Green, Nicolas Sturm, Dino Joubert, Ron Diva, Game Ove & die Spielfiguren, Peter Piek, Bernhard Eder, Katie Freudenschuss, Christian Freimuth, Tom Klose, Amy Schmidt, Joseph Myers, Sebastian Witte, Jan Röttger, Georg auf Lieder, Neerström | ca. 500  |
| 16. November 2014   | Knust              | Benni Benson (Moderation), Olli Schulz (Überraschungsauftritt), SAFI, Simon & Jan, Tim McMillan, Joco, Liza & Kay, Wuttke, Der Herr Polaris, Kristoffer and the Harbour Heads | ca. 450  |
| 11. Oktober 2015    | Knust              | Jon Flemming Olsen (Moderation & Musik), Bela B mit Peta Devlin & Smokestack Lightning, Svavar Knútur, Florian Ostertag, Jonas David, Helgen, Sarah Lesch, Tokunbo | ca. 500  |
| 2. Oktober 2016     | Knust              | Linus Volkmann (Moderation), OVE (Einlassmusik), Bernadette La Hengst, Billie Van (Jonas Alaska & Mikhael Paskalev), Tipps für Wilhelm, T der Bär mit Manfred Groove, Siôn Russell Jones, Alex Mayr, Der Herr Polaris | ca. 300  |
| 5. November 2017    | Knust              | Jon Flemming Olsen (Moderation), Rhonda (Band), The Lake Poets (UK), Ralaén, Tim McMillan (AUS), Melanie Horsnell (AUS), Filter Happier (LBN) | ca. 300  |

Kristof Beuthner beschrieb im Kulturmagazin Nillson sein Festivalerlebnis von 2014 wie folgt: „Musiker ziehen sich an ruhige, intime Orte zurück, reduzieren ihre Kunst auf das Wesentliche, nehmen Pomp und Brimborium raus und lassen lediglich eine Handvoll Menschen zuschauen: Besser konnte und kann man die Symbiose aus Künstler und Kunstliebhaber nicht inszenieren.“

## Diskografie
- 2012: 40 Hamburger Küchensessions (Doppel-CD; Hanseklang, Vertrieb: Broken Silence)
- 2013: 40 Hamburger Küchensessions #2 (Doppel-CD; Hanseklang, Vertrieb: Broken Silence)
- 2014: Hamburger Küchensessions #3 (CD; Kombüse Schallerzeugnisse; Vertrieb: Broken Silence)
- 2014: Hundert Hamburger Küchensessions (8 LP-Box; Kombüse Schallerzeugnisse, Vertrieb: Broken Silence)
- 2015: Wuttke – Chronologisch war gestern (CD; Kombüse Schallerzeugnisse, Vertrieb: Broken Silence)
- 2017: Hamburger Küchensessions #4 (Doppel-CD; Kombüse Schallerzeugnisse; Vertrieb: Broken Silence)
- 2018: Staring Girl – In einem Bild (LP+CD; Kombüse Schallerzeugnisse, Vertrieb: Broken Silence)
- 2018: Frenzy Suhr – Request for silence (CD; Kombüse Schallerzeugnisse; Vertrieb: Broken Silence)
- 2019: Christian Freimuth – Klipp & Gefahr (CD; Kombüse Schallerzeugnisse; Vertrieb: Broken Silence)
- 2019: Johnny Bob – Fjodor & the Watergiant / Carnival of the Brahma Sox Staring Girl (Doppel-CD; Kombüse Schallerzeugnisse; Vertrieb: Broken Silence)
- 2019: Drebe – Der Mond ist ausgefallen (LP; Kombüse Schallerzeugnisse; Vertrieb: Broken Silence)
- 2019: Staring Girl – EP (CD; Kombüse Schallerzeugnisse; Vertrieb: Broken Silence)
- 2020: Johnny Bob – Egbert’s Barber Shop (CD; Kombüse Schallerzeugnisse; Vertrieb: Broken Silence)
- 2021: Tim Jaacks – Die Zeit wird niemals reif (LP+CD; Kombüse Schallerzeugnisse; Vertrieb: Broken Silence)
- 2022: Johnny Bob – Creatures Of Light & Darkness (2 LP; Kombüse Schallerzeugnisse; Vertrieb: Broken Silence)
- 2022: Wuttke – Fortschritt ist nur ein Gefühl (LP; Kombüse Schallerzeugnisse, Vertrieb: Broken Silence)
- 2023: Staring Girl – Schräg fällt das Licht (LP; Kombüse Schallerzeugnisse; Vertrieb: Broken Silence)